# Napad (singel)
Napad – singel polskich raperów Bedoesa i Kubiego Producenta, promujący album Aby śmierć miała znaczenie, wydany 22 stycznia 2017 przez SB Maffija Label.
Do utworu został nagrany teledysk wyreżyserowany przez Mikołaja Wiśniewskiego.
Nagranie w 2020 uzyskało certyfikat platynowej płyty, przekraczając liczbę 20 tysięcy sprzedanych kopii.